# Crotalus totonacus
Espèce
Synonymes
- Crotalus durissus totonacus
Smith & Taylor, 1945

Crotalus totonacus est une espèce de serpents de la famille des Viperidae. 

## Répartition
Cette espèce est endémique du Mexique. Elle se rencontre dans le sud de l'État de Tamaulipas, dans le sud-est de l'État de San Luis Potosí et dans le nord de l'État de Veracruz.

## Description
C'est un serpent venimeux.

## Publication originale
- Gloyd & Kauffeld, 1940 : A new rattlesnake from Mexico. Bulletin of the Chicago Academy of Sciences, vol. 6, n. 2, p. 11-14.